# این کشتی پراسرار
این کشتی پراسرار کتابی اثر علی باباچاهی، شاعر و منتقد ادبی است. او برای این اثر برگزیده نخستین دوره جایزه شعر احمد شاملو معرفی شد.

## معرفی
این کشتی پر اسرار بیست و یکمین مجموعه شعر و بیست و چهارمین کتاب علی باباچاهی است. این کتاب دربرگیرنده سروده‌های علی باباچاهی در اوائل دهه نود خورشیدی است و در ۱۷۶ صفحه تدوین شده‌است. علی باباچاهی در گفتگویی دربارهٔ این مجموعه گفته بود که این ۳۵ سالی که رفت، کشتی پر اسرار اولین مجموعه شعرم است که بدون سانسور شعر و بخشی به آن مجوز نشر دادند.

## جوایز
کتاب این کشتی پر اسرار اثر برگزیده دوره نخست جایزه شعر احمد شاملو است و در بیانیه هیئت داوران جایزه احمد شاملو آمده است: «هیئت داوران نخستین دوره جایزه‌ی شعر احمد شاملو، پس از بررسی بیست و دو مجموعه شعر راه‌یافته به مرحله‌ی نهایی، این کشتی پر اسرار، اثر علی باباچاهی، انتشارات نگاه و منظومه بازگشت و اشعار دیگر، اثر محمد شمس لنگرودی، نشر چشمه را به عنوان برترین مجموعه شعرهای منتشر شده در سال ۱۳۹۳ معرفی می‌کند.»

## نقد
بر این اثر نقدهایی نیز نوشته شده‌است. از آن جمله مصطفی فخرایی از این اثر مجموعه شعری معطوف به تجربه‌های شعر مدرن فارسی یاد کرده‌است؛ و در بخشی از نقد اثر آمده‌است: «نگاه علی باباچاهی در مجموعه شعر این کشتی پراسرار، بیشتر معطوف به تجربه‌های شعر مدرن فارسی است. درواقع در نوعی روابط بینامتنی، شعر او وامدار جریان‌های قبل از خود است. در درنگ و توجه به همین تجربه‌ها به ویژه تجربه‌های ناتمام کسانی چون  تندرکیا، هوشنگ ایرانی و دیگر تجربه‌های شعر معاصر است که شعر امروزش شکل می‌گیرد.»

## نمونه شعر
علی باباچاهی در گفتگو با وبگاه رادیو زمانه این شعر را خوانده است.

### تراژدی
در تنهایی / زن هست / کودک هست / دیر سال / گران سال
حرکت بی‌وقفه هست / کند / تند
سکوت هست گاهی
ملکوت گهگاهی هست!
جمعیت فشار می‌آورد / حرکت بی‌وقفه هست
پرچمدار / علمدار / کفن‌پوش دارد
سارق دارد تنهایی
عاشق / فاسق / تبهکار
تشبیه کردن تنهایی به نمکزار غلط است قطعاً
سر درمی‌آورند از بطری‌های پیدا شده در ساحل
زن قطعاً/ کودک قطعاً
تنهایی‌های قدیم
حواله می‌کردند آدم را به گورستان‌های ساحلی
جن گورزاد / شیطان گورزاد
نه فرشته / نه پری دریایی
تنهایی ما فقط دو – سه تنهایی کم دارد.